# Mick Ronson
Michael Ronson, detto Mick (Kingston upon Hull, 26 maggio 1946 – Londra, 29 aprile 1993), è stato un chitarrista glam rock britannico, conosciuto prevalentemente come collaboratore negli arrangiamenti di David Bowie e del suo gruppo musicale The Spiders from Mars nonché per aver coprodotto insieme a quest'ultimo il secondo album solista di Lou Reed, Transformer.

## Biografia
Ronson ha collaborato anche con Morrissey, cantante degli Smiths, con Ian Hunter, Ellen Foley e tanti altri musicisti. Il suo stile chitarristico può ricordare quello di Sterling Morrison dei Velvet Underground, per l'intensità emotiva, ma era arricchito da una tecnica superiore.
Aveva partecipato anche alle session di registrazione dell'album di Elton John Madman Across the Water del 1971, nell'omonima canzone, ma gli fu preferita la versione suonata da Chris Spedding; la sua interpretazione alternativa fu in seguito pubblicata nella raccolta Rare Masters.
Nel 1974 Mick Ronson, appassionato alla melodia della musica italiana, registra nel suo primo album solista Slaughter on 10th Avenue, un brano dal titolo Music Is Lethal, la versione inglese riarrangiata di Io vorrei... non vorrei... ma se vuoi... di Lucio Battisti con i testi di David Bowie, mentre nel secondo: The Empty Bed, Io me ne andrei di Claudio Baglioni.
Nel 1987 collabora con I Moda di Andrea Chimenti arrangiando il brano Malato e suonando l'assolo in Se Fossi, entrambi contenuti nell'album Canto pagano.
La sua ultima performance dal vivo risale al 20 aprile 1992 quando prese parte al Freddie Mercury Tribute Concert, suonando due brani insieme ai Queen, Ian Hunter e David Bowie: All The Young Dudes e Heroes.
Era uno sperimentatore e cercava effetti nuovi e originali, cercando però di mantenere l'aspetto commerciale. Per esempio in Transformer, l'album di Lou Reed, per il quale ha composto gli arrangiamenti di archi di Perfect Day e Satellite of Love, suona la chitarra distorta con un pedale wah-wah, usato spesso da Jimi Hendrix, ma premendolo soltanto fino a metà.
È morto di cancro al fegato il 29 aprile 1993, lasciando la moglie e tre figli.

## Discografia

### Solista

#### Album in studio
- 1974 - Slaughter on 10th Avenue
- 1975 - Play Don't Worry
- 1994 - Heaven and Hull
- 1999 - Just Like This
- 1999 - Showtime
- 2001 - Indian Summer

#### Singoli
- 1974 - Billy Porter / Seven Days
- 1974 - Love Me Tender / Only After Dark
- 1974 - Slaughter on Tenth Avenue / Leave My Heart Alone
- 1982 - Billy Porter / Slaughter on Tenth Avenue
- 1994 - Don't Look Down / Slaughter on Tenth Avenue / Billy Porter / Love Me Tender

### Con David Bowie
- 1970 - The Man Who Sold the World
- 1971 - Hunky Dory
- 1972 - The Rise and Fall of Ziggy Stardust and the Spiders from Mars
- 1973 - Aladdin Sane
- 1973 - Pin Ups
- 1983 - Ziggy Stardust - The Motion Picture
- 1993 - Black Tie White Noise
- 2000 - Bowie at the Beeb
- 2008 - Live Santa Monica '72

### Con Lou Reed
- 1972 - Transformer

### Con Ian Hunter
- 1975 - Ian Hunter
- 1979 - You're Never Alone with a Schizophrenic
- 1980 - Welcome to the Club
- 1981 - Short Back 'n' Sides
- 1990 - YUI Orta
- 1995 - BBC Live in Concert

### Con Bob Dylan
- 1976 - Hard Rain
- 2002 - The Bootleg Series Vol. 5: Bob Dylan Live 1975, The Rolling Thunder Revue
- 2019 - Bob Dylan - The Rolling Thunder Revue: The 1975 Live Recordings

### Come produttore
- 1978 - The Rich Kids: Ghosts of Princes in Towers
- 1984 - Dalbello: whomanfoursays
- 1987 - Moda: Canto Pagano
- 1992 - Morrissey: Your Arsenal